# Olympische Sommerspiele 1980/Teilnehmer (Irland)
| Gelbes Symbol für Goldmedaillen mit stilisierten Olympischen Ringen | Graues Symbol für Silbermedaillen mit stilisierten Olympischen Ringen | Braundes Symbol für Bronzemedaillen mit stilisierten Olympischen Ringen |
| ------------------------------------------------------------------- | --------------------------------------------------------------------- | ----------------------------------------------------------------------- |
| —                                                                   | 1                                                                     | 1                                                                       |

Irland nahm an den Olympischen Sommerspielen 1980 in Moskau mit einer Delegation von 47 Athleten (44 Männer und 3 Frauen) an 38 Wettkämpfen in elf Sportarten teil.
Vor dem Hintergrund einer teilweisen Unterstützung des von den USA angeführten Boykotts der Olympischen Sommerspiele 1980 trat Irland unter der olympischen Flagge anstelle seiner Nationalflagge an.
David Wilkins und James Wilkinson sicherten sich im Segeln in der Bootsklasse Flying Dutchman die Silbermedaille, während der Boxer Hugh Russell im Fliegengewicht mit Bronze die einzige andere Medaille für Irland bei den Spielen gewann.

## Teilnehmer nach Sportarten

### Bogenschießen
Männer
- Willie Swords
Einzel: 31. Platz

- James Conroy
Einzel: 37. Platz

Frauen
- Hazel Greene-Pereira
Einzel: 19. Platz

### Boxen
- Gerry Hawkins
Halbfliegengewicht: im Achtelfinale ausgeschieden

- Hugh Russell
Fliegengewicht: Bronze

- Phil Sutcliffe
Bantamgewicht: in der 1. Runde ausgeschieden

- Barry McGuigan
Federgewicht: im Achtelfinale ausgeschieden

- Seán Doyle
Leichtgewicht: im Achtelfinale ausgeschieden

- Martin Brerton
Halbweltergewicht: in der 1. Runde ausgeschieden

- Patrick Davitt
Weltergewicht: in der 1. Runde ausgeschieden

### Judo
- Alonzo Henderson
Leichtgewicht: im Achtelfinale ausgeschieden

- Dave McManus
Halbmittelgewicht: in der Hoffnungsrunde ausgeschieden

### Kanu
- Declan Burns
Einer-Kajak 500 m: im Viertelfinale ausgeschieden

- Ian Pringle
Einer-Kajak 1000 m: im Viertelfinale ausgeschieden

### Leichtathletik
Männer
- Ray Flynn
1500 m: im Vorlauf ausgeschieden

- Eamonn Coghlan
5000 m: 4. Platz

- Mick O’Shea
5000 m: im Vorlauf ausgeschieden

- John Treacy
5000 m: 7. Platz
10.000 m: im Vorlauf ausgeschieden

- Richard Hooper
Marathon: 38. Platz

- Patrick Hooper
Marathon: 42. Platz

- Seán Egan
Hammerwurf: 16. Platz

### Moderner Fünfkampf
- Jerome Hartigan
Einzel: 39. Platz
Mannschaft: 12. Platz

- Sackville Currie
Einzel: 42. Platz
Mannschaft: 12. Platz

- Mark Hartigan
Einzel: 43. Platz
Mannschaft: 12. Platz

### Radsport
- Billy Kerr
Straßenrennen: 41. Platz

- Stephen Roche
Straßenrennen: 45. Platz

- Tony Lally
Straßenrennen: Rennen nicht beendet

### Rudern
Männer
- Pat Gannon
Zweier ohne Steuermann: 7. Platz

- Willie Ryan
Zweier ohne Steuermann: 7. Platz

- Denis Rice
Zweier mit Steuermann: 11. Platz

- Christy O’Brien
Zweier mit Steuermann: 11. Platz

- Liam Williams
Zweier mit Steuermann: 11. Platz

- Iain Kennedy
Vierer mit Steuermann: 11. Platz

- Patrick McDonagh
Vierer mit Steuermann: 11. Platz

- Ted Ryan
Vierer mit Steuermann: 11. Platz

- Davey Gray
Vierer mit Steuermann: 11. Platz

- Noel Graham
Vierer mit Steuermann: 11. Platz

Frauen
- Frances Cryan
Einer: 7. Platz

### Schießen
- Ken Stanford
Schnellfeuerpistole 25 m: 33. Platz
Freie Pistole 50 m: 25. Platz

- Thomas Hewitt
Trap: 11. Platz

- Albert Thompson
Skeet: 32. Platz

- Nick Cooney
Skeet: 41. Platz

### Schwimmen
Männer
- Kevin Williamson
200 m Freistil: im Vorlauf ausgeschieden
400 m Freistil: im Vorlauf ausgeschieden

- David Cummins
200 m Rücken: im Vorlauf ausgeschieden
100 m Schmetterling: im Vorlauf ausgeschieden
200 m Schmetterling: im Vorlauf ausgeschieden

Frauen
- Catherine Bohan
100 m Brust: im Vorlauf ausgeschieden
200 m Brust: im Vorlauf ausgeschieden
400 m Lagen: im Vorlauf ausgeschieden

### Segeln
- David Wilkins
Flying Dutchman: Silber

- James Wilkinson
Flying Dutchman: Silber